# An der Trift 9 (Hannover)

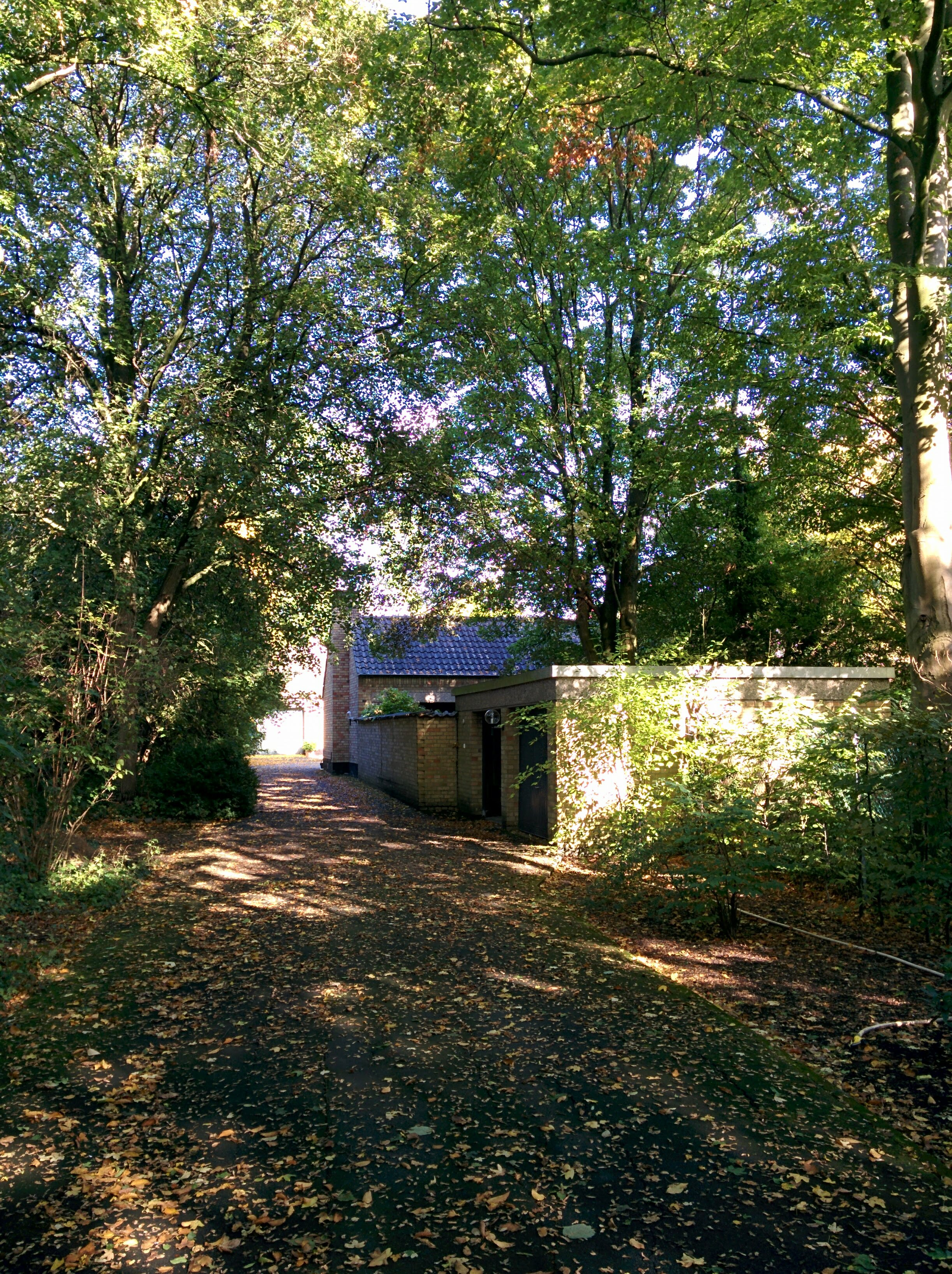
Einfahrt zum Grundstück

An der Trift 9, ursprünglich Ostfeldstraße 19B, lautet die heutige Adresse eines ehemals auch als „Wohnhaus Dr. Reuleaux“ bekannten Gebäudeensembles in Hannover, Stadtteil Kirchrode. Das in der Nachkriegszeit errichtete Wohnhaus entstand in den Jahren 1951 bis 1952 in der Straße An der Trift, die ebenfalls erst 1952 angelegt wurde. Das Bauwerk entstand nach Plänen des Architekten Ernst Zinsser in Zusammenarbeit mit der Bauleitung der Bauabteilung der Kali Chemie als Sitz für die Tierärztin und Assistentin Ilse-Renate Reuleaux beziehungsweise Otto Reuleaux, den Vorstandsvorsitzenden der Bauherrin.

## Baubeschreibung
Die von „einem schönen alten Obstgarten“ umgebene bauliche Anlage ist zunächst ein eingeschossiges, in Teilen unterkellertes Wohngebäude. Es besteht aus einem nahezu rechtwinklig und nach Westosten ausgerichteten Baukörper, dem an der Nordseite zwei Anbauten hinzugefügt wurden sowie eine Hauserweiterung inklusive eines überdeckten Freisitzes auf der Südseite des Gebäudes. Der Grundriss wurde klar in einen Wohn-, Schlaf- und Wirtschaftsbereich einschließlich der Nebenräume untergliedert.
Östlich des Wohnhauses konzipierte Zinsser ein Gartenhaus, das er mit Hilfe einer Mauer mit dem gedeckten Freisitz verband und das dadurch auch der Hauptgruppe des Ensembles angebunden erscheint.
Das Mauerwerks Ziegelsteinen versahen Zinsser und die Bauabteilung der Kali Chemie mit gelben Vormauersteinen, während die Dächer mit braunen, S-förmigen Dachpfannen eingedeckt wurden. Sowohl die aus einem Holzverbund bestehenden Fenster sowie die Türen wurden mit einem weißen, die Deckleisten und Fensterläden in russischgrünen Farbanstrich versehen.
Die Fußböden wurden mit Parkett, Mipolam, Solnhofer Platten und mit Fliesen belegt.
1967 wurde eine Wohnhaus-Erweiterung vorgenommen. Das Ensemble blieb in seinem äußeren Erscheinungsbild bis Anfang des 21. Jahrhunderts weitgehend unverändert.

## Archivalien
Archivalien zum Gebäude finden sich beispielsweise
- beim Bauordnungsamt Hannover, Archivsignatur Nr. 634[1]